# Scoglio di Sarrala
Lo scoglio di Sarrala è un'isola del mar Tirreno situata a ridosso della costa centro-orientale della Sardegna.

Appartiene amministrativamente al comune di Tertenia.